# سیارک ۱۹۳

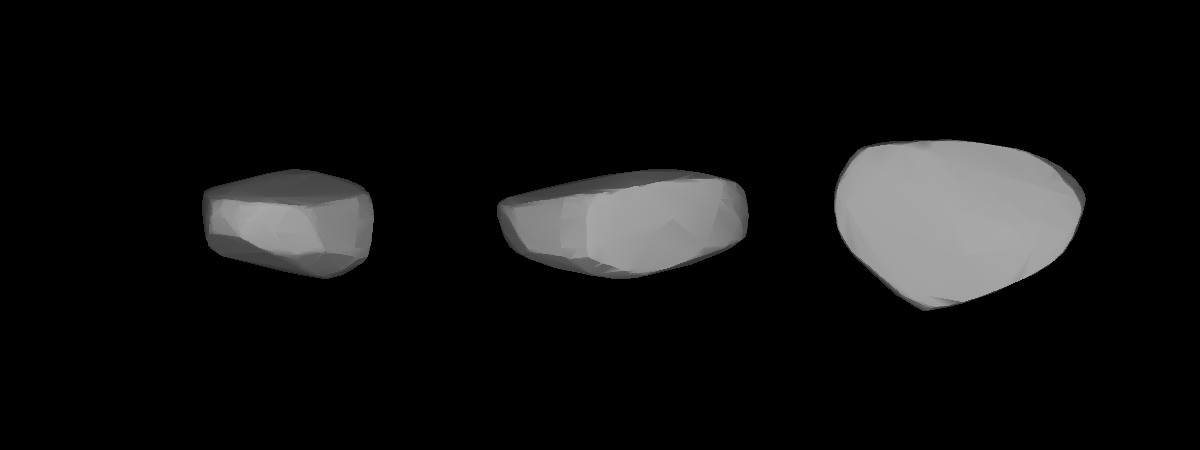
مدل سه‌بُعدی سیارک ۱۹۳ بر طبق منحنی نور آن

سیارک ۱۹۳ (به انگلیسی: 193 Ambrosia) صد و نود و سومین سیارک کشف شده‌است که در ۲۸ فوریه ۱۸۷۹ و در مارسی کشف شد.
قدر مطلق سیارک برابر ۹٫۶۸ است.